# Ilz (település)
Ilz osztrák mezőváros Stájerország Hartberg-fürstenfeldi járásában. 2017 januárjában 3720 lakosa volt.

## Elhelyezkedése

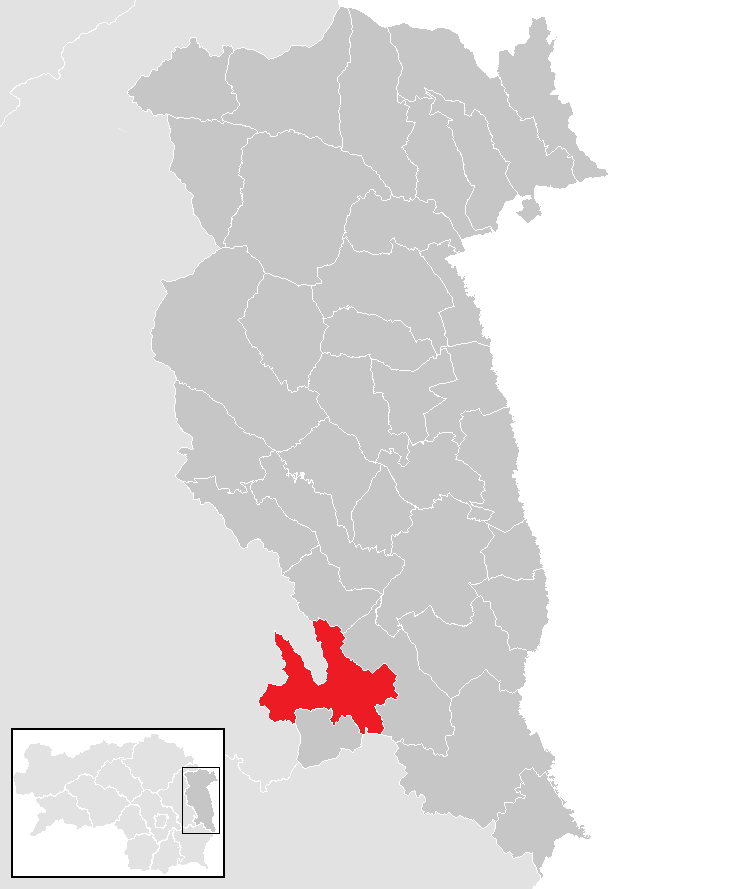
Ilz a Hartberg-fürstenfeldi járásban

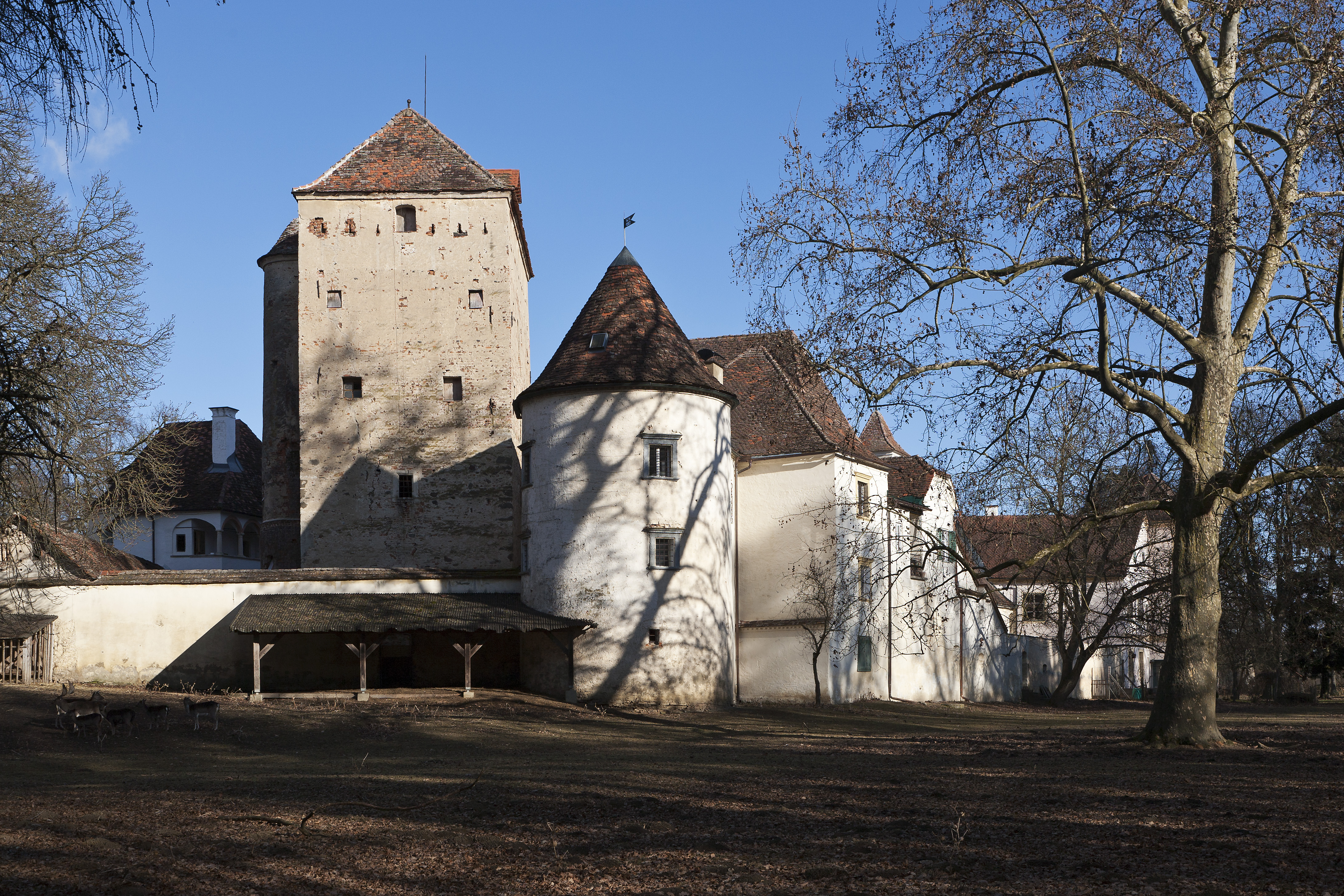
Feistritz vára

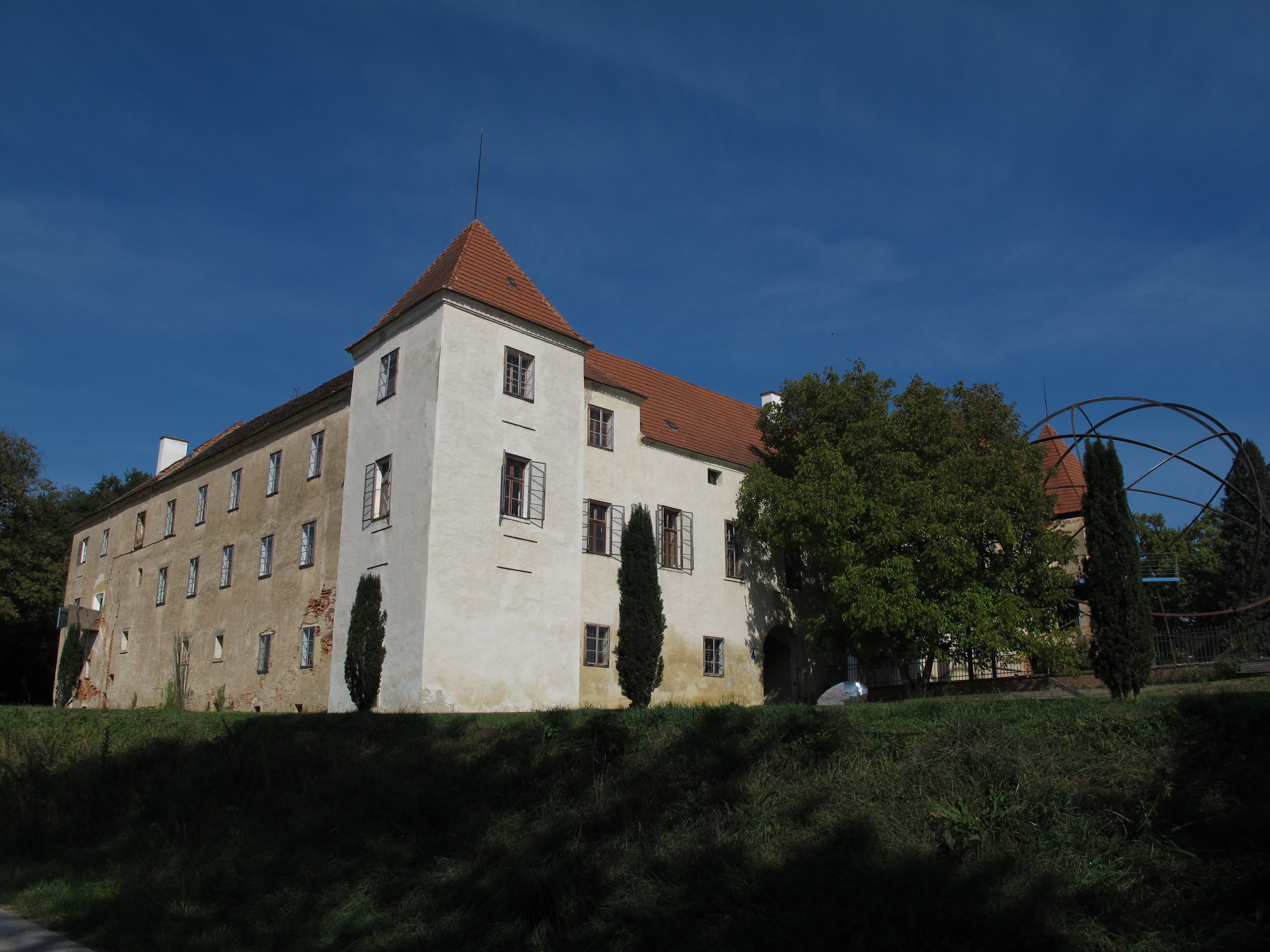
A kalsdorfi vár

Ilz a Kelet-stájerországi dombságon fekszik, az Ilz folyó bal partján, 43 km-re keletre Graztól. Az önkormányzat 14 települést egyesít: Buchberg bei Ilz (109 lakos), Dambach (86), Dörfl (147), Eichberg bei Hartmannsdorf (98), Hochenegg (327), Ilz (1186), Kalsdorf bei Ilz (69), Kleegraben (254), Leithen (89), Mutzenfeld (61), Nestelbach im Ilztal (507), Nestelberg (131), Neudorf bei Ilz (468), Reigersberg (173).   
A környező önkormányzatok: északra Großsteinbach, keletre Großwilfersdorf, délkeletre Riegersburg, délre Ottendorf an der Rittschein, délnyugatra Markt Hartmannsdorf, nyugatra Sinabelkirchen, északnyugatra Gersdorf an der Feistritz.

## Története
Ilz első említése 1265-ből származik: egy oklevélen szerepel tanúként egy bizonyos Dominus Wernherus de Ylnz, feltehetően a helyi vikárius. A mezővárosi jogok megszerzésének dátuma nem ismert, feltehetően a 15. században történt.
A 18. században még a feistritzi és kalsdorfi uradalom részeként kezdődött a komló iparszerű termesztése, amely a helyi gazdaság alapját jelentette. Ehhez adódott később a gyümölcstermesztés; az Ilzer Weinler almafajta a legnépszerűbb változatok közé tartozott. 
A második világháború után a városkép nagyban átalakult; az újjáépítés egyik szimbóluma az 1961-ben átadott új középiskola. 1964-ig barnaszenet bányásztak Ilz környékén. 
A 2015-ös stájerországi közigazgatási reform keretében a szomszédos Nestelbach im Ilztal községet egyesítették Ilzcel.

## Lakosság
Az ilzi önkormányzat területén 2017 januárjában 3720 fő élt. A lakosságszám 2001-ig egyenletesen növekedett, majd kisebb visszaesés után ismét gyarapodó tendenciát mutat. 2015-ben a helybeliek 96,5%-a volt osztrák állampolgár; a külföldiek közül 0,8% a régi (2004 előtti), 1,9% az új EU-tagállamokból érkezett. 2001-ben Ilzben a lakosok 93,5%-a római katolikusnak, 1,3% evangélikusnak, 3,3% pedig felekezet nélkülinek vallotta magát. Ugyanekkor 12 magyar (0,5%) élt a mezővárosban.

## Látnivalók

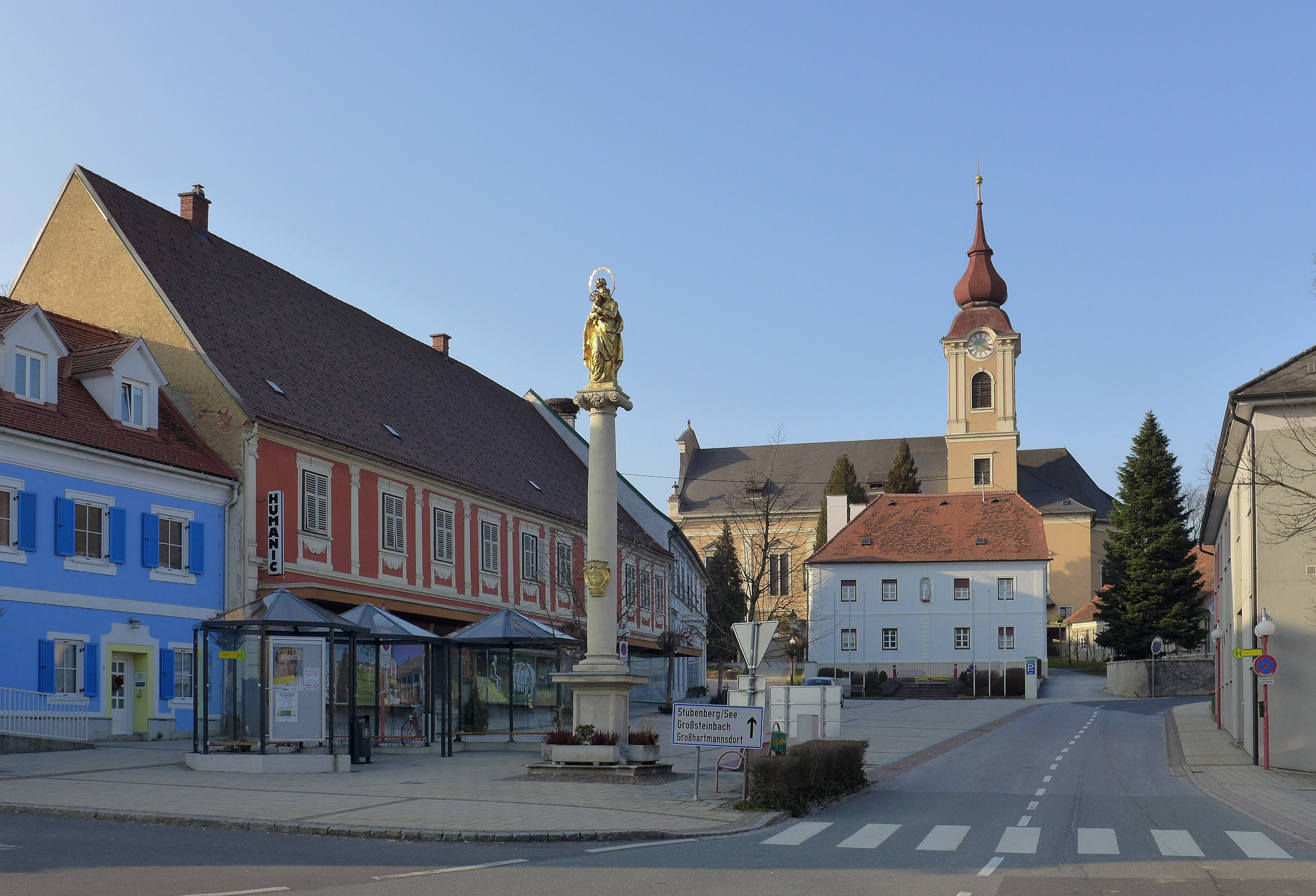
Ilt főtere a Szt. Jakab-templommal és a Mária-oszloppal

- a Szt. Jakab-plébániatemplomot eredetileg a 12-13. században alapították. A romos állapotba került templomot 1653-1671 között újjáépítették, majd 1910-ben ismét teljesen átépült a grazi Johann Baltl tervei alapján.
- Feistritz várátát (akkor még mint udvarházat) feltehetően Hartwig von Reidling lovag építtette, aki a közeli Hartmannsdorfot is alapította. Az egyszerű lakótornyot későbbi tulajdonosai, a Reifensteinek bővítették várrá, majd a Mindorfok 1570 körül reneszánsz kastéllyá alakították; ekkor nyerte el mai formáját. 1605-ben Bocskai hajdúi felgyújtották; tulajdonosai helyreállították és kibővítették. A Mindorfok 1648-as kihalása után a vár a Wildenstein grófokhoz került, akik 1809-ben eladták a Lamberg grófoknak. Tőlük 1959-ben került a Hamker-családhoz. A vár ma magántulajdon.
- a kalsdorfi várat először 1419-ben említik. 1630-ig a Herbersdorfoké volt; ők építették az északi és nyugati szárnyat a 16. században. 1656-1840 között az épület a Wildenstein grófoké volt, akik a keleti és déli szárnyat húzták fel a 17. század második felében. A második világháborúban az épület komoly károkat szenvedett és 1947-ben renoválták. Az 1990-es évek óta Helmut Reinisch műgyűjtő birtokában van, aki kiállításokat rendez a várban.
- a főtéren látható az 1666-ban állított Mária-oszlop

## Testvértelepülések
- Ruderting (Németország)

## Fordítás
- Ez a szócikk részben vagy egészben  az   Ilz (Steiermark) című német Wikipédia-szócikk ezen változatának fordításán alapul.  Az eredeti cikk szerkesztőit annak laptörténete sorolja fel. Ez a jelzés csupán a megfogalmazás eredetét és a szerzői jogokat jelzi, nem szolgál a cikkben szereplő információk forrásmegjelöléseként.